# Institut métapsychique international
Institut métapsychique international (IMI) è una fondazione francese che si occupa di studiare i fenomeni paranormali.
Fu creato nel 1919 da Jean Meyer, facoltoso imprenditore del settore vitivinicolo, e dai medici Gustave Geley e Rocco Santoliquido. Dopo pochi mesi dalla sua costituzione, fu riconosciuto come ente di pubblica utilità dallo Stato francese.
L'istituto, che ha sede a Parigi, collabora con una rete internazionale di centri di ricerca che comprende l'Institut suisse des sciences noétiques di Ginevra.

## Descrizione
Finanziato da una sostanziosa donazione del suo fondatore e di alcuni mecenati, l'istituto organizzò convegni e conferenze che nei primi venti anni di attività attrassero l'interesse del pubblico accademico e dei cittadini nei confroonti di fenomeni quali gli ectoplasmi, i medium e la telepatia.
Il motto dell'IMI era "non crediamo nel paranormale, lo studiamo", mentre l'intento era quello di progredire nella costruzione di protocolli scientifici capaci di smascherare qualsiasi finzione e scoprire processi fisici prima di allora inspiegabili.
Fino alla prima metà del novecento, pubblicò la rivista Revue Métapsychique, bollettino ufficiale dell'associazione.
Nel 1955 la sede parigina fu trasferita dall'iniziale indirizzo di via Niel 85 a Place de Wagram 1, e, nel 2010, a rue de l'Aqueduc 51, nel X arrondissement della capitale.

## Presidenti
- Rocco Santoliquido (1919-1930)
- Charles Richet (1930-1935)
- Jean-Charles Roux (Vice-Président 1935-1940)
- Eugène Lenglet (1940-1946)
- François Moutier (1946-1950)
- René Warcollier (1950-1962)
- Marcel Martiny (1962-1982)
- Robert Tocquet (1982-1987)
- Jean Barry (1987-1998)
- Mario Varvoglis (1998-)

## Amministratori
- Gustave Geley (1919-1924)
- Eugène Osty (1925-1938)
- Hubert Larcher (1977-1995)
- Alexis Champion (2008-2009)

Dagli anni 2000, l'IMI è diretto da un comitato interdisciplinare di medici, psicologi e informatici coordinati dal filosofo Bertrand Méheust
Alcuni membri sono affiliati alla Parapsychological Association.